# Krzysztof Lijewski

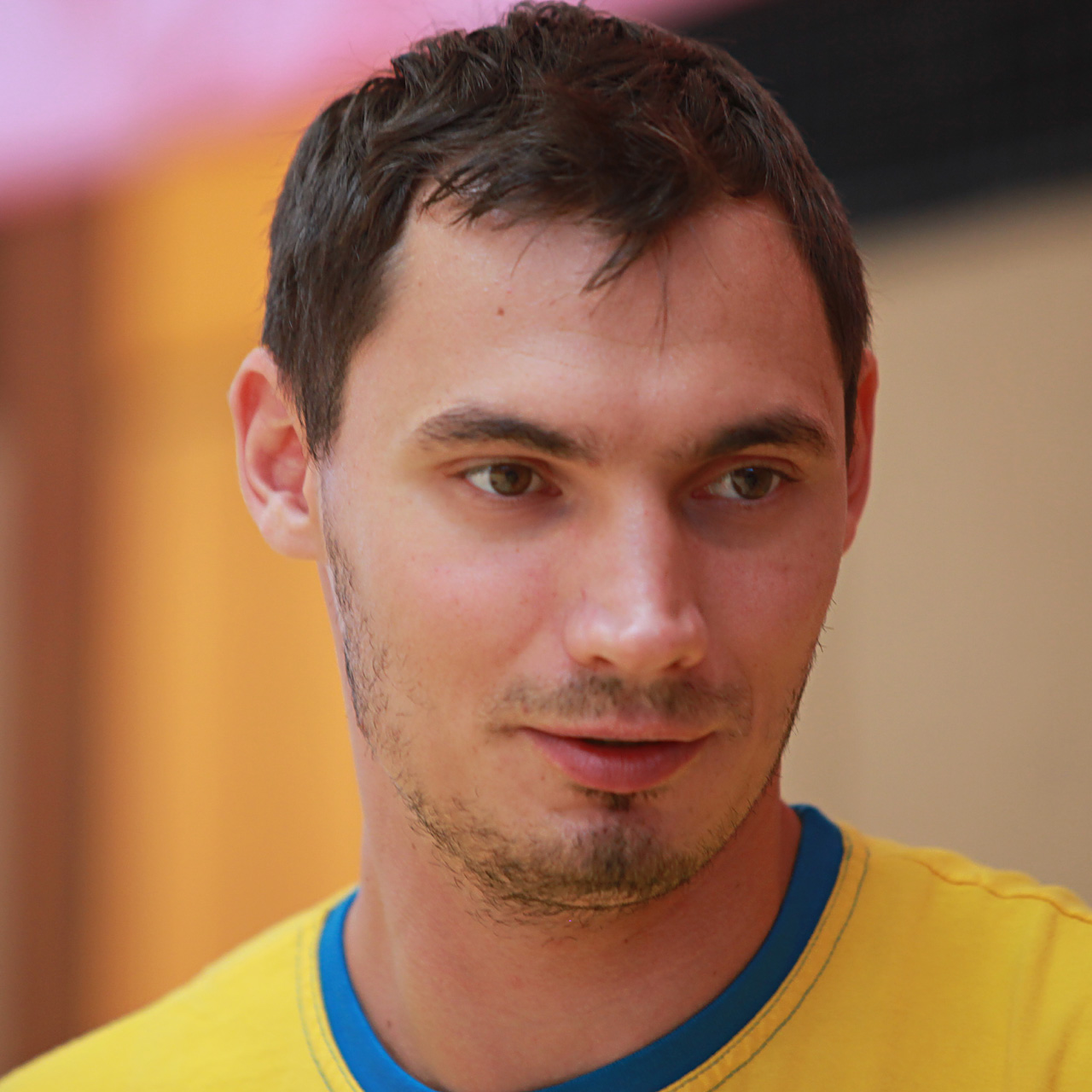
Krzysztof Lijewski en 2013

Krzysztof Lijewski, né le 7 juillet 1983 à Ostrów Wielkopolski, est un handballeur polonais, évoluant au poste d'arrière droit au KS Kielce. Il a pris sa retraite internationale après les JO de Rio en 2016.
Son frère, Marcin, était également arrière droit en équipe nationale polonaise et tous les deux ont notamment évolué à Hambourg où ils ont été champions d'Allemagne en 2011.

## Palmarès

### En club
compétitions internationales
- vainqueur de la Ligue des champions (1) : 2016
- vainqueur de la Coupe d'Europe des vainqueurs de coupe (1) : 2007

compétitions nationales
- vainqueur de la Coupe d'Allemagne (2) : 2006 et 2010
- vainqueur de la Supercoupe d'Allemagne (3) : 2006, 2009 et 2010
- vainqueur du Championnat d'Allemagne (1) : 2011
- vainqueur du Championnat de Pologne (7) : 2013, 2014, 2015, 2016, 2017, 2018, 2019
- vainqueur de la Coupe de Pologne (7) : 2013, 2014, 2015, 2016, 2017, 2018, 2019

### Sélection nationale
championnats du monde
- médaillé d'argent au championnat du monde 2007 en Allemagne
- médaillé de bronze au championnat du monde 2009 en Croatie
- médaillé de bronze au championnat du monde 2015 au Qatar

## Honneurs
Après leur titre de vice-champion du monde obtenu en 2007, Krzysztof Lijewski et ses coéquipiers reçoivent la Croix d'or du Mérite (Krzyż Zasługi), le 5 février 2007, des mains de Lech Kaczyński, le président de la République de Pologne lors d'une cérémonie organisée au palais Koniecpolski.
Il est également élu meilleur arrière droit du championnat d'Europe 2014.